# Drømtorp (przystanek kolejowy)
Drømtorp – kolejowy przystanek osobowy w Drømtorp, w regionie Akershus w Norwegii, jest oddalony od Oslo Sentralstasjon o 25,84 km i 1,53 km od Ski. 

## Ruch pasażerski
Należy do linii Østfoldbanens østre linje. Jest elementem - kolei aglomeracyjnej w Oslo - w systemie SKM ma numer 560. Obsługuje Rakkestad, Mysen, Ski i Oslo Sentralstasjon i Skøyen. Pociągi odjeżdżają co godzinę. Jest to ich jedyne miejsce zatrzymania między Oslo i Ski.

## Obsługa pasażerów
Wiata. Odprawa podróżnych odbywa się w pociągu.